# Rothschild (Wisconsin)
Rothschild ist eine Gemeinde (mit dem Status „Village“) im Marathon County im US-amerikanischen Bundesstaat Wisconsin. Im Jahr 2010 hatte Rothschild 5269 Einwohner.
Rothschild ist der Bestandteil der Metropolitan Statistical Area Wausau, die sich mit dem Marathon County deckt.

## Geografie
Rothschild liegt in der Mitte Wisconsins am Ostufer des Wisconsin River, einem linken Nebenfluss des Mississippi.
Die geografischen Koordinaten von Rothschild sind 44°53′14″ nördlicher Breite und 89°37′12″ westlicher Länge. Das Gemeindegebiet erstreckt sich über eine Fläche von 17,87 km². 
Nachbarorte von Rothschild sind Schofield (an der nördlichen Gemeindegrenze), Wausau (10 km nördlich), Weston (an der nordöstlichen und östlichen Gemeindegrenze), Kronenwetter (an der südlichen Gemeindegrenze) und Rib Mountain (nordwestlich am gegenüberliegenden Ufer des Wisconsin River).
Die neben Wausau nächstgelegenen weiteren größeren Städte sind Green Bay am  Michigansee (146 km ostsüdöstlich), Appleton (154 km südöstlich), Wisconsins größte Stadt Milwaukee (285 km in der gleichen Richtung), Wisconsins Hauptstadt Madison (220 km südlich), La Crosse am Mississippi (222 km südwestlich), Eau Claire (167 km westlich), die Twin Cities in Minnesota (290 km in der gleichen Richtung) und Duluth am Oberen See in Minnesota (376 km nordwestlich).

## Verkehr
Die Interstate 39 und der U.S. Highway 51 verlaufen auf einem gemeinsamen Streckenabschnitt in Nord-Süd-Richtung durch den Südwesten von Rothschild und verlassen den Ort in nordwestlicher Richtung über eine Brücke über den Wisconsin River. Durch die Stadt verläuft in Nord-Süd-Richtung der Business US 51. Alle weiteren Straßen sind untergeordnete Landstraßen, teils unbefestigte Fahrwege sowie innerörtliche Verbindungsstraßen.
Durch Rothschild verläuft für den Frachtverkehr eine Eisenbahnstrecke der Canadian National Railway (CN).
Der nächste Flughafen ist der Central Wisconsin Airport in Mosinee (14 km südsüdwestlich).

## Bevölkerung
Nach der Volkszählung im Jahr 2010 lebten in Rothschild 5269 Menschen in 2199 Haushalten. Die Bevölkerungsdichte betrug 294,9 Einwohner pro Quadratkilometer. In den 2199 Haushalten lebten statistisch je 2,38 Personen. 
Ethnisch betrachtet setzte sich die Bevölkerung zusammen aus 93,9 Prozent Weißen, 0,5 Prozent Afroamerikanern, 0,3 Prozent amerikanischen Ureinwohnern, 3,8 Prozent Asiaten sowie 0,2 Prozent aus anderen ethnischen Gruppen; 1,3 Prozent stammten von zwei oder mehr Ethnien ab. Unabhängig von der ethnischen Zugehörigkeit waren 1,2 Prozent der Bevölkerung spanischer oder lateinamerikanischer Abstammung. 
22,4 Prozent der Bevölkerung waren unter 18 Jahre alt, 61,5 Prozent waren zwischen 18 und 64 und 16,1 Prozent waren 65 Jahre oder älter. 50,6 Prozent der Bevölkerung war weiblich.
Das mittlere jährliche Einkommen eines Haushalts lag bei 54.359 USD. Das Pro-Kopf-Einkommen betrug 29.845 USD. 5,6 Prozent der Einwohner lebten unterhalb der Armutsgrenze.